# Страбон
Страбон је антички писац, рођен око 64. п. н. е. у Амазеји у Понту. Дошао је у Рим 29. године п. н. е., али га је ускоро оставио, јер је као пратилац Елија Гала, којега је 24. године п. н. е. Август послао с војском на Арапе, пошао у Египат, и том приликом пропутовао га од Александрије до Филе. Вратио се у Рим око год. 20. Умро је око год. 24. н. е. 
Од његова историјског дела Историјске белешке у четрдесет и три књиге сачувани су само одломци. Његова сачувана Географија у седамнаесет књига, плод дугога учења, излаже у прве две књиге физикално-математичку географију, од 3. до 10. географију Европе, од 11. до 16. географију Азије, а у књизи 17. географију Африке.